# Neopetrolisthes spinatus
Neopetrolisthes spinatus is een tienpotigensoort uit de familie van de Porcellanidae. De wetenschappelijke naam van de soort is voor het eerst geldig gepubliceerd in 2001 door Osawa & Fujita.